# Paul Schumacher (Eisenbahningenieur)
Paul Schumacher (* um 1850; † 1927) war ein deutscher Eisenbahningenieur.

## Leben
Paul Schumacher besuchte die Gewerbeakademie Berlin. 1869 gehörte er zu den Stiftern des Corps Alemannia Berlin. Nach Abschluss der Ausbildung trat er in den Dienst der preußischen Eisenbahnen ein und wurde in Berlin Maschinenmeister. 1881 wurde er zum Eisenbahn-Maschinenmeister ernannt. Dort oblag ihm die Entwicklung technischer Standards für die Verzinkung von Eisen in der Eisenbahninstandhaltung. 1882 erfolgte seine Ernennung zum Eisenbahn-Maschineninspektor. 1888 wurde er von Berlin nach Potsdam versetzt und zum Vorsteher der dortigen Hauptwerkstätte ernannt. 1890 erhielt er die Ernennung zum Eisenbahndirektor mit dem Range der Räthe vierter Klasse.
In Potsdam initiierte er 1894 die Gründung der Wohnungsgenossenschaft Daheim eG. Als anerkannter Eisenbahntechniker wirke er als Mitautor am 1901 erschienenen 3. Band, 1. Hälfte Unterhaltung und Betrieb der Eisenbahnen des Standardwerkes Die Eisenbahn-Technik der Gegenwart mit. Nach einer Folge von Brandfällen in Eisenbahnwaggons mit Todesfolge entwickelte er neue technische Standards für Eisenbahnwaggons zur Reduzierung und besseren Beherrschung des Brandrisikos. Hierzu gehörten das Belegen der Fußböden mit Asbestplatten und Blechen sowie das Verschließen von Löchern, Tränkung der Holzfußböden und -seitenwände mit einem Feuerschutzmittel, Abschirmung der Sitzpolster mit Blech oder Asbestpappe, Ersatz brennbarer Gurte durch Knippenbergsche Drahtpolster, Ersatz von Leinen- durch Wollgardinen, Ersatz von Kokos-Velours-Matten durch getränkte Stuhlrohrmatten und Verwendung von Wollteppichen in der 1. Klasse.
Am 2. Januar 1915 wurde seinem Ersuchen um Entlassung aus dem Staatsdienst stattgegeben.

## Auszeichnungen
- Roter Adlerorden 4. Klasse, 1890[11]
- Ernennung zum Geheimen Baurat, 1902[12]
- Königlicher Kronenorden 3. Klasse, 1910[13]
- Königliche Preußische Medaille für Verdienste um das Bauwesen in Silber, 1914[14]
- Roter Adlerorden 3. Klasse mit der Schleife, 1915[15]

## Schriften
- Die Verzinkung des Eisens. In: Centralblatt der Bauverwaltung. Nr. 38, 1881, S. 351–352 (zlb.de).
- Die Unterhaltung der Eisenbahnen, 1901 (zusammen mit Bathmann, Fränkel, Garbe, Schubert, Schugt, Troske, Weiss) als Band 3, 1. Hälfte des Standardwerkes Die Eisenbahn-Technik der Gegenwart (Herausgeber Blum, von Borries, Barkhausen)[16]
- Ueber Feuerschutzmittel für Eisenbahnfahrzeuge. 1902
- Wagenbau. In: Eisenbahnhygiene. 2. Auflage. 1904 (Hrsg.: Otto Brähmer).